# Cerano
Cerano é uma comuna italiana da região do Piemonte, província de Novara, com cerca de 6.664 habitantes. Estende-se por uma área de 32 km², tendo uma densidade populacional de 208 hab/km². Faz fronteira com Abbiategrasso (MI), Boffalora sopra Ticino (MI), Cassolnovo (PV), Magenta (MI), Robecco sul Naviglio (MI), Sozzago, Trecate.

## Demografia
| Variação demográfica do município entre 1861 e 2011                               |
|                                                                                   |
| Fonte: Istituto Nazionale di Statistica (ISTAT) - Elaboração gráfica da Wikipedia |